# William Bedford
William Bedford (Memphis, Tennessee; 14 de diciembre de 1963) es un exjugador de baloncesto estadounidense que disputó siete temporadas en la NBA. Con 2,13 metros de estatura, jugaba en el puesto de pívot. 

## Profesional
Fue seleccionado por Phoenix Suns en la sexta posición del Draft de 1986, un draft considerado maldito, por la gran cantidad de jugadores relacionados con consumo de drogas, lesiones que truncaron carreras, muertes prematuras etc. Bedford no fue ajeno a ello, y sus problemas con las drogas le impidieron tener una carrera fructífera en la NBA, donde solo jugó 6 temporadas  en los Suns, Detroit Pistons y San Antonio Spurs, promediando 4.1 puntos por partido y ganando el anillo de la NBA  en el 1990 con los Pistons. En 2006 fue condenado a 10 años de cárcel por tráfico de marihuana.

## Estadísticas de su carrera en la NBA
|  | Denota temporadas en las que ganó un Campeonato de la NBA |

### Temporada regular
| Año      | Equipo      | PJ  | PT | MPP  | %TC  | %3P   | %TL  | RPP | APP | ROB | TPP | PPP |
| -------- | ----------- | --- | -- | ---- | ---- | ----- | ---- | --- | --- | --- | --- | --- |
| 1986-87  | Phoenix     | 50  | 18 | 19.6 | .397 | .000  | .581 | 4.9 | 1.1 | .4  | .7  | 6.7 |
| 1987-88  | Detroit     | 38  | 0  | 7.8  | .436 | –     | .565 | 1.7 | .1  | .2  | .4  | 2.7 |
| 1989-90† | Detroit     | 42  | 0  | 5.9  | .432 | .167  | .409 | 1.4 | .1  | .1  | .4  | 2.8 |
| 1990-91  | Detroit     | 60  | 4  | 9.4  | .438 | .385  | .705 | 2.2 | .5  | .0  | .6  | 4.5 |
| 1991-92  | Detroit     | 32  | 8  | 11.3 | .413 | .000  | .636 | 2.0 | .4  | .2  | .6  | 3.6 |
| 1992-93  | San Antonio | 16  | 0  | 4.1  | .333 | 1.000 | .500 | .6  | .0  | .0  | .1  | 1.6 |
| Total    | Total       | 238 | 30 | 10.6 | .416 | .318  | .605 | 2.4 | .5  | .2  | .5  | 4.1 |

### Playoffs
| Año   | Equipo  | PJ | PT | MPP | %TC  | %3P  | %TL   | RPP | APP | ROB | TPP | PPP |
| ----- | ------- | -- | -- | --- | ---- | ---- | ----- | --- | --- | --- | --- | --- |
| 1990† | Detroit | 5  | 0  | 3.8 | .167 | –    | 1.000 | .4  | .0  | .0  | .2  | .8  |
| 1991  | Detroit | 8  | 3  | 8.1 | .208 | .000 | .643  | 2.8 | .5  | .3  | .5  | 2.4 |
| 1992  | Detroit | 1  | 0  | 9.0 | .500 | –    | –     | 2.0 | .0  | 1.0 | .0  | 6.0 |
| Total | Total   | 14 | 3  | 6.8 | .250 | .000 | .688  | 1.9 | .3  | .2  | .4  | 2.1 |